# Саліно
Саліно (пол. Salino) — село в Польщі, у гміні Ґневіно Вейгеровського повіту Поморського воєводства.
Населення — 128 осіб (2011).
У 1975-1998 роках село належало до Гданського воєводства.

## Демографія
Демографічна структура станом на 31 березня 2011 року:
|          | Загалом | Допрацездатний вік | Працездатний вік | Постпрацездатний вік |
| -------- | ------- | ------------------ | ---------------- | -------------------- |
| Чоловіки | 63      | 12                 | 45               | 6                    |
| Жінки    | 65      | 21                 | 35               | 9                    |
| Разом    | 128     | 33                 | 80               | 15                   |